# Melanophryniscus montevidensis
El sapito de Darwin (Melanophryniscus montevidensis) es una especie de anfibios de la familia Bufonidae, del género Melanophryniscus. Como otros anfibios de este género, se destacan sus colores brillantes, su comportamiento defensivo y  su rápida metamorfosis. También cuenta con una miríada de compuestos químicos en su piel de probable aplicación biomédica
En cuanto a su coloración, el sapito de Darwin es negro azabache, con manchas amarillas en el dorso y en los costados del cuerpo, en los miembros anteriores y también ventralmente. Cuenta con una mancha roja en la cara ventral del muslo y en parte del abdomen. Las palmas y las plantas son rojas.

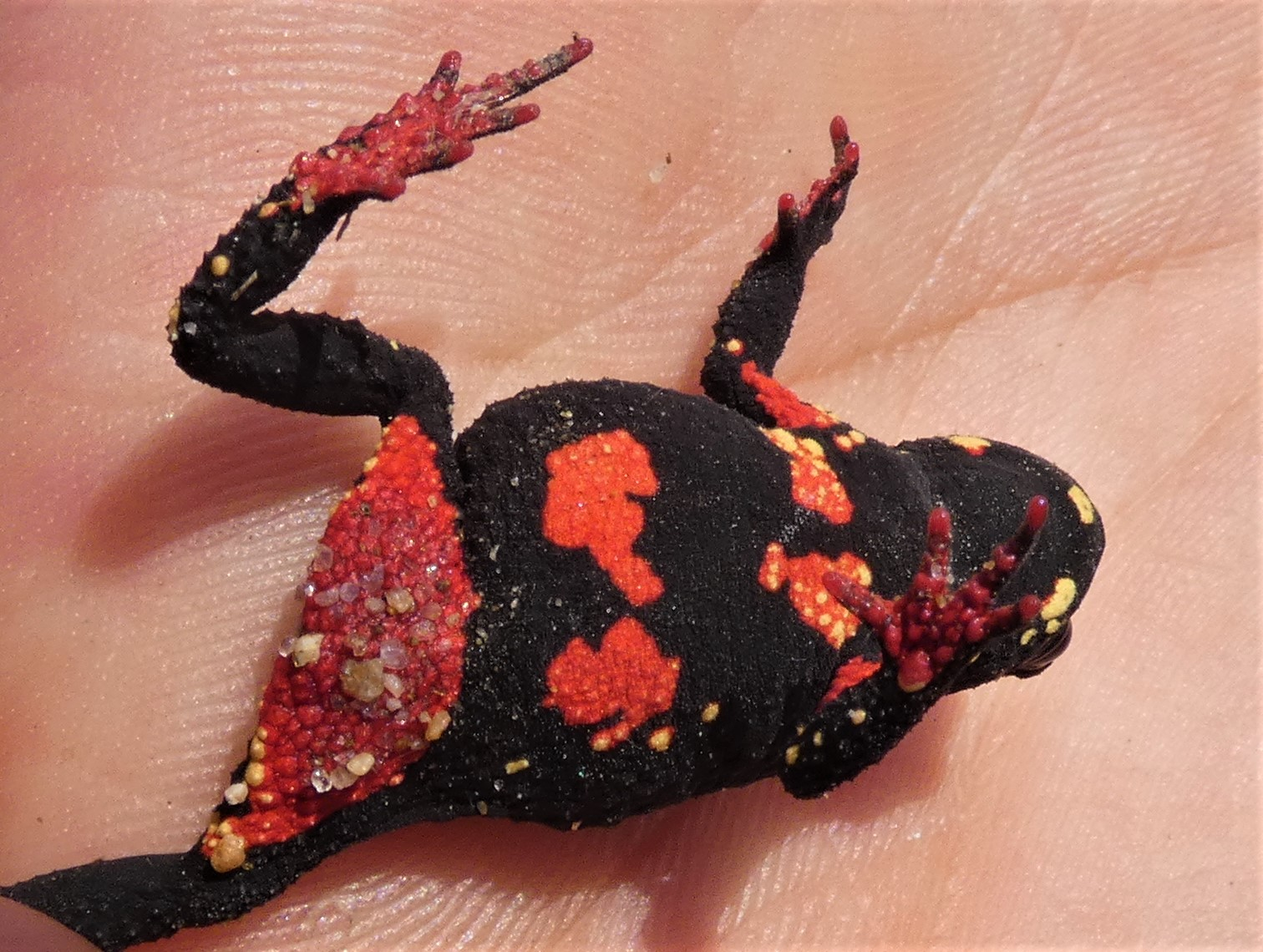
Comportamiento defensivo del sapito de Darwin

Se pueden encontrar ejemplares de esta especie en la costa del Río de la Plata y el Océano Atlántico, desde Santiago Vázquez (Montevideo) a Praia da Alvorada (Río Grande del Sur).
Es una especie en Peligro Crítico (CR) en Uruguay y globalmente Vulnerable (VU).

## Hábitat y comportamiento
Su hábitat natural incluye zonas templadas de arbustos, marismas intermitentes de agua dulce y playas de arena.
Es una especie típicamente diurna y se encuentra generalmente en arenales costeros con vegetación psamófila, con preferencia por áreas abiertas con vegetación de framíneas y, ocasionalmente, pajonales inundables. Se refugia en cuevas que construye en la arena entre la vegetación.
Se alimenta principalmente de hormigas y, en menor proporción, de ácaros, pequeños escarabajos, colémbolos y áfidos
Su actividad reproductiva es corta y ocurre después de densas lluvias, desde el final de la primavera hasta principios de otoño Durante el período reproductor, se encuentra comportamiento territorial en los machos: se producen cambios en el repertorio vocal y cortos combates Se pueden encontrar también en invierno, luego de fuertes lluvias, cuando la temperatura ambiente es superior a los 15 °C. 

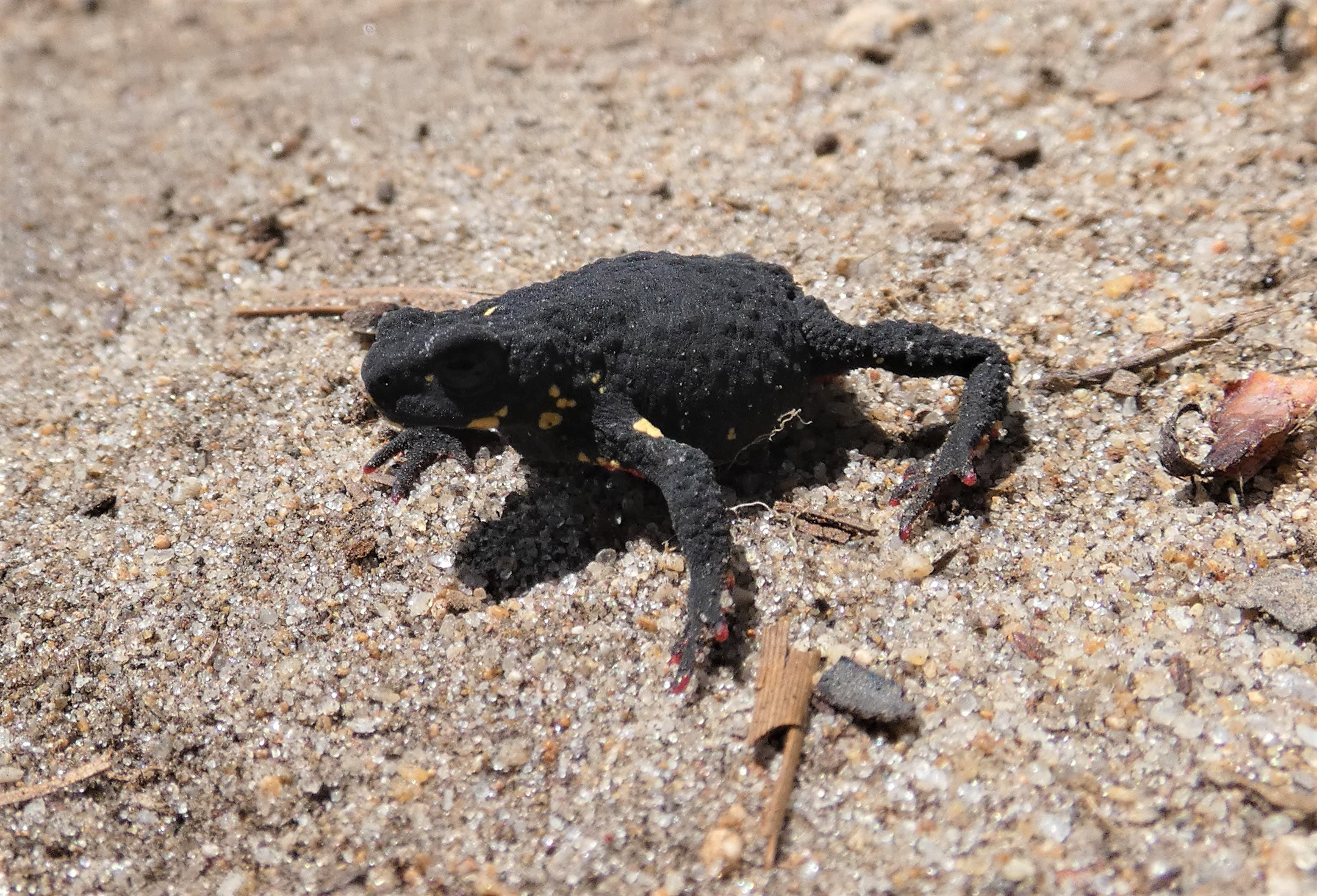
Sapito de Darwin en la Laguna de Rocha (Uruguay)

Al ser tomados con la mano, los ejemplares suelen quedarse inmóviles, con el vientre arriba y dejando visible su coloración roja y amarilla. Este comportamiento defensivo, característico en las especies de su género, ha sido denominada reflejo de Unken.

## Estado de conservación
M. Montevidensis es una especie en peligro crítico a nivel mundial, debido a la urbanización y forestación de las zonas en las que habita. Algunos modelos prevén una desaparición total de las condiciones climáticas donde se distribuye esta especie, que podrían provocar su extinción hacia mediados de siglo, teniendo en cuenta su comportamiento reproductivo dependiente de las lluvias y temperaturas de los meses cálidos.